# Ugłowoje
Ugłowoje (ros. Угловое) – dawne osiedle typu miejskiego w Kraju Nadmorskim na Rosyjskim Dalekim Wschodzie. Obecnie część miasta Artiom.
W 2002 roku osiedle posiadało populację 12 732 osób. W 2004 wraz z Artiomowskim i Zawodskoj zostało włączone w obszar miasta Artiom.